# Wolfgang Imo
Wolfgang Imo (* 1974) ist ein deutscher Germanist.

## Leben
Von 1995 bis 2002 studierte er Anglistik, Politikwissenschaften, Geschichte, Germanistik und Pädagogik an den Universitäten Konstanz und Bristol (Abschlüsse: 1. Staatsexamen in Anglistik, Politikwissenschaften, Geschichte, Germanistik und Pädagogik; Magister in Anglistik und Politikwissenschaften). Von Januar bis März 2002 war er wissenschaftlicher Mitarbeiter am DFG-Forschungsprojekt 8 (Ästhetische Phänomene) an der Universität Konstanz. Von April 2002 bis Dezember 2008 war er wissenschaftlicher Mitarbeiter an der Universität Münster (Lehrstuhl Susanne Günthner). Promotionsstudium. 2004 hatte er einen dreiwöchigen Lehrauftrag (DaF) an der Staatlichen Ilia Tschavtschavadze-Universität für Sprache und Kultur. Nach der Promotion 2006 zum Thema „Construction Grammar und Gesprochene-Sprache-Forschung“ wurde er im Januar 2009 Studienrat im Hochschuldienst an der Universität Münster. Im März 2010 hatte er einen zweiwöchigen Lehrauftrag an der Nationalen Mirzu Ulugbek-Universität. Im Wintersemester 2010/2011 vertrat er die W2-Professur Germanistik/Linguistik mit dem Schwerpunkt Syntax an der Universität Duisburg-Essen. Seit April 2011 ist er Mitglied im Vorstand des Vereins für Gesprächsforschung. Am 1. April 2012 wurde er W2-Professur germanistische Linguistik (Schwerpunkt Syntax) an der Universität Duisburg-Essen. Von 2013 bis 2018 leitete er eine Germanistische Institutspartnerschaft (zusammen mit Jörg Wesche) mit dem Russischen Fernen Osten (Chabarowsk, Wladiwostok, Blagoweschtschensk). Von Oktober 2016 bis September 2017 lehrte er als W3-Professur für germanistische Linguistik an der Martin-Luther-Universität Halle-Wittenberg. Seit 2017 leitet er eine Wladimir-Admoni-Doktorandenschule (zusammen mit Ursula Hirschfeld) mit Woronesch und Wladiwostok. Seit Oktober 2017 ist er W3-Professor für germanistische Linguistik (Schwerpunkt Syntax und Pragmatik) an der Universität Hamburg.
Seine Forschungsschwerpunkte sind Gesprächsanalyse, interaktionale Linguistik, Grammatiktheorie, Konstruktionsgrammatik, qualitative Korpuslinguistik, Sprache und Normierungsprozesse, Deutsch als Fremdsprache und computervermittelte Kommunikation.

## Schriften (Auswahl)
- Construction Grammar und Gesprochene-Sprache-Forschung. Konstruktionen mit zehn matrixsatzfähigen Verben im gesprochenen Deutsch. Tübingen 2007, ISBN 3-484-31275-0.
- Sprache-in-Interaktion. Analysemethoden und Untersuchungsfelder. Berlin 2013, ISBN 978-3-11-030617-0.
- Grammatik. Eine Einführung. Stuttgart 2016, ISBN 3-476-02612-4.
- mit Jens P. Lanwer: Interaktionale Linguistik. Eine Einführung. Stuttgart 2019, ISBN 3-476-02659-0.